# Flowers for Madame
Pour plus de détails, voir Fiche technique et Distribution.
Flowers for Madame est un film américain d'animation réalisé par Friz Freleng, sorti en 1935.
Produit par Leon Schlesinger et distribué par Warner Bros., ce cartoon fait partie de la série Merrie Melodies.